# Böhen
Böhen là một đô thị ở huyện Unterallgäu bang Bayern, Đức.